# Голубев, Сергей Анатольевич
Сергей Анатольевич Голубев (род. 14 августа 1961, Прусохово, Калининская область) — российский историк, политический деятель, председатель Законодательного собрания Тверской области (с сентября 2016).

## Биография
Сергей Анатольевич Голубев родился в деревне Прусохово Жарковского района Калининской (ныне Тверской) области 14 августа 1961 года.

### Образование
В 1984 году окончил Калининский государственный университет, по специальности «История». Кандидат исторических наук ― в 1994 году защитил диссертацию «Правые и либеральные политические партии России и польский вопрос (1905 г. ― февраль 1917 г.)». Доцент.
Владеет английским, немецким и польским языками.

#### Авторство
Автор научных работ по истории межнациональных отношений в Российской империи и сравнительной политологии постсоветского пространства, в том числе монографии «Очерки политической истории стран „ближнего зарубежья“: республики бывшего СССР в 1989―2009 гг.» (Тверь, 2010).

### Карьера
Преподавал на историческом факультете Тверского государственного университете. В 1994―2002 годах ― заведующий кафедрой новой и новейшей истории ТвГУ.
С 2002 по 2004 год ― руководитель исполкома Тверского регионального отделения «Единой России».
В 2004 году переходит на работу в органы государственной власти Тверской области, становится заместителем руководителя аппарата Губернатора.
В 2005 году участвует в выборах депутатов Законодательного Собрания Тверской области 4-го созыва и избирается в региональный парламент, где занимает должность заместителя председателя постоянного комитета по государственному устройству и местному самоуправлению. В 2008 году становится заместителем Председателя ЗСТО.
В 2011 году побеждает на выборах в областное собрание 5-го созыва по Старицкому одномандатному избирательному округу и снова избирается заместителем Председателя, а в 2013 году, с введением должности первого заместителя спикера Законодательного Собрания, занимает этот пост.
На выборах в областной парламент 6-го созыва вновь одерживает победу в Старицком округе, набрав 68 % голосов. 29 сентября 2016 года избран председателем Законодательного Собрания Тверской области. В 2021 году снова становится депутатом областного парламента от этого округа (60,2 % голосов) и во второй раз избирается на пост спикера законодательного органа региона. Член Совета законодателей Российской Федерации, заместитель председателя Совета законодателей Центрального федерального округа в 2018―2020 годах и затем с октября 2022 г. В 2021—2022 гг. возглавлял Совет законодателей ЦФО.
Является членом политической партии «Единая Россия» с 2002 года, входит в руководство регионального отделения.

## Награды
- Орден Дружбы (25 августа 2023 года) — за активную законотворческую деятельность и многолетнюю добросовестную работу[7].